# Пітер Марк Робінсон
Пітер Марк Робінсон (англ. Peter Mark Robinson; нар. 1957) — американський письменник, науковий співробітник, телеведучий та колишній спічрайтер віце-президента Джорджа Г. В. Буша та Президента Рональда Рейгана. Нині він працює ведучим програми-інтерв'ю Uncommon Knowledge (незвичні знання), в Стенфордському Інституті Гувера. Також він працює старшим науковим співробітником в цьому інституті.

## Спічрайтер
Одразу по випуску з інституту, Робінсон подав заяву в пошуках роботи в Білому Домі. Завдяки «щасливому випадку», як він його називає, Пітер отримує посаду головного спічрайтера віце-президента Буша. Завдяки «другому щасливому випадку», він був переведений до штату Президента Рональда Рейгана на посаду спеціального помічника та спічрайтера, де ним була написана відома промова 1987 р. «Знесіть цю стіну» (англ. Tear down this wall).
Звертаючись до відмови генерального секретаря ЦК КПРС Михайла Горбачова прибрати Берлінську стіну, промова Рейгана поблизу Бранденбурзьких ворот в західному Берліні 12 червня 1987 р., містила речення: 
| Ліві лапки | Пане Горбачов, знесіть цю стіну! | Праві лапки |

Прибувши до міста перед написанням промови, Робінсон був попереджений американськими дипломатами уникати риторику Холодної війни та що мешканці Берліна звикли до існування стіни. Однак, після порад з місцевими мешканцями, він побачив їх дуже пораненими та стурбованими існуванням стіни; в багатьох випадках вона розбила родини та уособлювала собою втручання поліцейської держави в повсякденне життя. У Вашингтоні, це речення наразилось на критику Державного департаменту та інших високопосадовців, включно з головою Адміністрації Президента США Говарда Бейкера та радника з національної безпеки Коліна Павелла. Були здійснені декілька спроб прибрати це речення з промови, однак Рейган поклав їм край, бажаючи звернутись не лише до мешканців Західного Берліна, а й до мешканців східної Німеччини по той бік стіни.